# 米德爾菲爾德 (康乃狄克州)
米德爾菲爾德（英語：Middlefield）是一個位於美國康乃狄克州米德爾塞克斯縣的城鎮。

## 地理
米德爾菲爾德的座標為41°31′03″N 72°42′44″W / 41.51750°N 72.71222°W，而該地的平均海拔高度為64米（即210英尺）。

## 人口
根據2010年美國人口普查的數據，米德爾菲爾德的面積為34.40平方千米，當中陸地面積為32.90平方千米，而水域面積為1.50平方千米。當地共有人口4281人，而人口密度為每平方千米124.45人。